# Motorsavsmassakren
 For alternative betydninger, se The Texas Chainsaw Massacre.
Motorsavsmassakren (orig. The Texas Chain Saw Massacre) er en horrorfilm lavet i 1973 (udgivet i 1974) af instruktøren Tobe Hooper.
Filmen omhandler en familie i det landlige Texas, der bortfører kunder fra sin tankstation. Filmen er produceret på et budget på omkring $83.000, og havde en omsætning på $30.859.000 i USA alene, hvilket gør den til en af de mest succesfulde uafhængige film i biografhistorien. Finansieringen af denne film stammer fra profitten fra Deep Throat, som produktionsselskabet tidligere havde finansieret.

## Forbindelse til virkelige hændelser
Denne film er, ligesom film som Psycho, Deranged og Ondskabens øjne, løst inspireret af Ed Gein. Gein gik med menneskehud, men han handlede alene og brugte ikke en motorsav. Det indvendige af huset, især det makabre soveværelse fyldt med knogler var ligeledes baseret på politiets noter. Selvom filmens åbningssekvens påstår at begivenhederne I filmen er rigtige er dette bare en skræmmetaktik kaldet falsk dokumentar-teknikken. Filmen blev optaget fra 15. juli 1973 til 14. august 1973, mens fortælleren påstår, at begivenhederne fandt sted den 18. august 1973, så det ville være umuligt for filmen at være baseret på hændelser, der endnu ikke havde fundet sted.

## Modtagelse
Motorsavsmassakren er den dag i dag stadig anerkendt som en af de største splatterfilm nogensinde[kilde mangler]. Den lagde stilen for film som Halloween, Fredag d. 13., A Nightmare on Elm Street, Hellraiser og flere andre.
Steven Spielberg var så imponeret over Tobe Hoopers film, at han hyrede ham til at instruere Poltergeist[kilde mangler]. Der gik dog usædvanligt lang tid, før der kom en efterfølger, nemlig Motorsavsmassakren 2 i 1986.
Filmen blev godt modtaget verden over, og den blev berygtet for sin "ulækre" billedside og dystre atmosfære. Filmen blev forbudt i Norge, Sverige og Singapore. I 2003 genindspilledes filmen, dog med en noget ændret historie.